# ديدييه فلامانت
ديدييه فلامانت (بالفرنسية: Didier Flamand)‏
```
(و. 
1947
 – 
م
)
[
3
]
 هو 
ممثل
، 
وكاتب مسرحي
 من 
فرنسا
 . ولد في 
فرنسا
 .
[
4
]
```

## روابط خارجية
- ديدييه فلامانت على موقع IMDb (الإنجليزية)
- ديدييه فلامانت على موقع ألو سيني (الفرنسية)
- ديدييه فلامانت على موقع أول موفي (الإنجليزية)
- ديدييه فلامانت على موقع قاعدة بيانات الأفلام السويدية (السويدية)
- ديدييه فلامانت على موقع قاعدة بيانات الفيلم (الإنجليزية)
- ديدييه فلامانت على موقع كينوبويسك (الروسية)